# Comté de Warwick
Le comté de Warwick (en anglais : Shire of Warwick) est une ancienne zone d'administration locale situé dans l'État du Queensland en Australie, dont le siège était Warwick.
Le comté s'étendait sur 4 429 km2 dans l'extrémité sud du Queensland et comprenait la ville de Warwick, ainsi que les localités d'Allora, Dalveen, Karara, Killarney, Leyburn, Maryvale et Yangan.
Le comté a été créé en juillet 1994 avec la fusion de la ville de Warwick avec trois comtés environnants de Glengallan, Rosenthal et Allora. Les comtés de Warwick et de Stanthorpe fusionnent le 15 mars 2008 pour créer la région des Southern Downs.
En 2006, la population s'élevait à 21 534 habitants.